# Mark Owen
Pour les articles homonymes, voir Owen.
Mark Anthony Patrick Owen, né le 27 janvier 1972 dans sa maison familiale de Oldham dans le Lancashire (aujourd'hui dans le Grand Manchester), est un chanteur-auteur-compositeur britannique et membre du groupe pop Take That.

## Jeunesse
Mark est allé aux écoles Holy Rosary Primary et St Augustine of Canterbury RC High School à Oldham. Son rêve était de devenir joueur de football ; il a par ailleurs passé des essais pour des clubs comme Manchester United, Huddersfield Town AFC et Rochdale AFC, mais a été contraint d'abandonner son rêve à cause d'une blessure grave.
Mark prouve déjà en tant qu'enfant ses qualités d'homme de scène et de chanteur, imitant par exemple Elvis sous les applaudissements de sa famille. Mark a travaillé à Zuttis, un magasin de vêtements à Oldham pendant quelque temps, puis pour la banque Barklays avant d'être embauché chez Strawberry Studios.
C'est en travaillant dans ce studio qu'il a rencontré Gary Barlow, avec lequel il s'est tout de suite bien entendu. Ils ont commencé à faire de la musique ensemble et se sont fait remarquer par Nigel Martin Smith, futur manager de Take That.

## Les années Take That
Pendant les années Take That, Mark était le plus populaire du groupe. Il gagna multiples awards pour le garçon le plus sexy, le plus beau sourire, la meilleure coupe de cheveux, etc. Il chanta peu en meneur principal, mais eut néanmoins un #1 avec Babe, et chanta également sur la ballade The day after tomorrow sur le 3e album des Take That.

## Après Take That

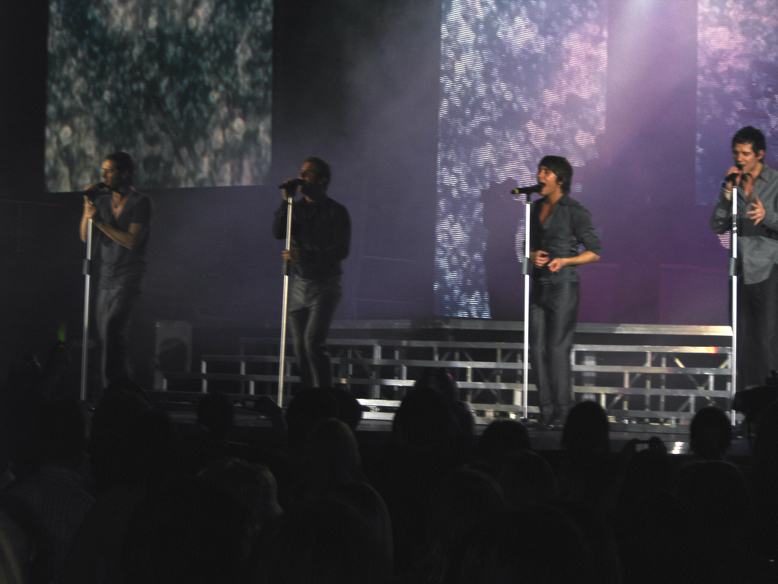
Take That performant à Newcastle, Angleterre en 2007

### Carrière
Après Take That, Mark a été le premier des anciens membres à sortir un enregistrement solo. Il a atteint la 3e place des charts britanniques avec son single Child. Son second single Clementine a également été classé à la 3e place des charts. En 1997, il sort son album Green Man, atteignant la place #33 des charts. À la fin de l'année 1997, après un autre single I am what I am qui se classe #29 dans les charts, Mark est renvoyé de BMG Records. Après six ans hors des projecteurs, Mark a gagné la seconde édition de Celebrity Big Brother en 2002, qui lui a permis un regain d'intérêt de la part des médias, et par voie de conséquence un contrat avec les maisons de disques Island/Universal. En août 2003, Mark est réapparu dans les charts du Top 5, avec Four Minute Warning qui est resté 8 semaines dans le Top 40. Son second album In Your Own Time, est sorti en novembre 2003 et a été classé #39 dans les charts. Après un second single Alone Without You, classé #26, Mark est renvoyé de Island/Universal. En avril 2004, il établit sa propre maison de disques, Sedna Records Ltd. Il sort ensuite son troisième album solo How The Mighty Fall, dont est issu le single Hail Mary, sorti en février 2005.

### Le retour de Take That
Après la séparation décennale de Take That Mark Owen a achevé une tournée complète avec eux acclamée par les critiques. Ils ont notamment joué à Milton Keynes devant 70 000 personnes en juin 2006. Le nouvel album des Take That, Beautiful World sorti le 27 novembre 2006 fut #1 à travers l'Europe et marque définitivement le retour du boys band. Mark y chante en solo sur les chansons What you believe in, Hold on et Shine (#1 en 2007). Une grande tournée des plus grandes salles européennes débute en octobre et passe par l'Irlande, la Grande-Bretagne, l'Italie, l'Espagne, l'Allemagne, la Suisse, l'Autriche et les Pays-Bas.
Le 1er décembre 2008 est sorti The Circus, le nouvel album des Take That, dont le lancement officiel est fait au V.I.P Room à Paris devant quelques fans. Mark est très présent sur cet album - tant vocalement que dans le style des chansons. Les singles de ce dernier album sont Greatest Day, Up all night et Said it all.

### Vie privée
Après son départ de Take That, Mark a vécu successivement avec Joanna Kelly et l'actrice Chloe Bailey[réf. souhaitée]. Il a épousé l'actrice Emma Ferguson le 8 novembre 2009 à Cawdor Church, en Écosse, après des fiançailles de trois ans ; le couple est parent d'un garçon, Elwood Jack, (né en 2006) et deux filles Willow Rose, (née en 2008) et Fox India (née en juillet 2012). Mark Owen vit à Wandsworth. En mars 2010, il a déclaré que son infidélité datait de la seconde moitié de l'année 2004 à septembre 2009.
Il fut admis pour une cure de sevrage afin de combattre son alcoolisme en 2011.

## Discographie

### Albums
- 1996 Green Man ,UK #33
- 2003 In Your Own Time , UK #64
- 2005 How The Mighty Fall , UK #30 Indie Charts
- 2013 The Art Of Doing Nothing

### Singles
- 1996 Child,  UK #3
- 1997 Clementine, UK #3
- 1997 I Am What I Am, UK #29
- 2003 Four Minute Warning, UK #4
- 2003 Alone Without You, UK #26
- 2004 Makin' Out, UK #30
- 2005 Believe in the Boogie, UK #57
- 2006 Hail Mary, UK #103
- 2013 Stars

### Vidéos
- Mark Owen - Live in London: DVD, concert enregistré à Ilslington Academy en 2005 lors de la dernière tournée, à paraître sur le site officiel.